# 龍汝言
龍汝言（？—1838年），字錦齋，一字子嘉，号锦珊。安徽桐城人。嘉慶十九年（1814年），殿试一甲第一名，高中狀元，官至兵部員外郎。

## 生平
幼時家貧，考取秀才後，在北京八旗都統倩龍家教書。
嘉慶十三年（1808年），以寄籍廩生應天津召試，後因為一首賀詩，嘉慶帝賜予舉人。
次年，參加會試落第，嘉慶帝不高興，嚴厲指責道：「今科闈墨不佳。」
嘉慶十九年（1814年）高中狀元，嘉慶帝喜不自勝，說：「朕所賞之人，果然不謬。」
授翰林院修撰，受任校對《高宗實錄》一書，高宗純皇帝的「純」字，誤書為「絕」字，當時嘉慶帝寵任汝言，不忍加罪，言「龍汝言精神不周，辦事疏忽，著革職，永不敘用。」
嘉慶帝去世，汝言哀痛逾於常人。後道光帝即位，任內閣中書，官至兵部員外郎。
道光十八年（1838年）卒。